# Rejon kumtorkaliński
Rejon kumtorkaliński (ros. Кумторкалинский район) – jednostka administracyjna wchodząca w skład Dagestanu w Rosji. Centrum administracyjnym rejonu jest wieś Korkmaskała.

## Geografia
Rejon znajduje się w centralnej części Dagestanu. Północną granicę rejonu stanowi rzeka Sułak. W południowej części rejonu znajduje się wydma Sary-kum. Powierzchnia rejonu wynosi 1256,08 km².

## Demografia
W 2022 roku rejon zamieszkiwało 28 038 osób.
Grypy etniczne i narodowości w 2010:
- Kumycy – 16 647 (67,0%)
- Awarowie – 4 643 (18,69%)
- Dargijczycy – 2 089 (8,41%)
- Lezgini – 291 (1,17%)
- Lakowie – 260 (1,05%)
- Rosjanie – 145 (0,58%)
- Agulowie – 144 (0,58%)
- Cachurzy – 134 (0,54%)
- Tabasaranowie – 121 (0,49%)
- inny – 227 (0,91%)
- nie wskazano – 147 (0,59%)